# Městská autobusová doprava ve Vsetíně

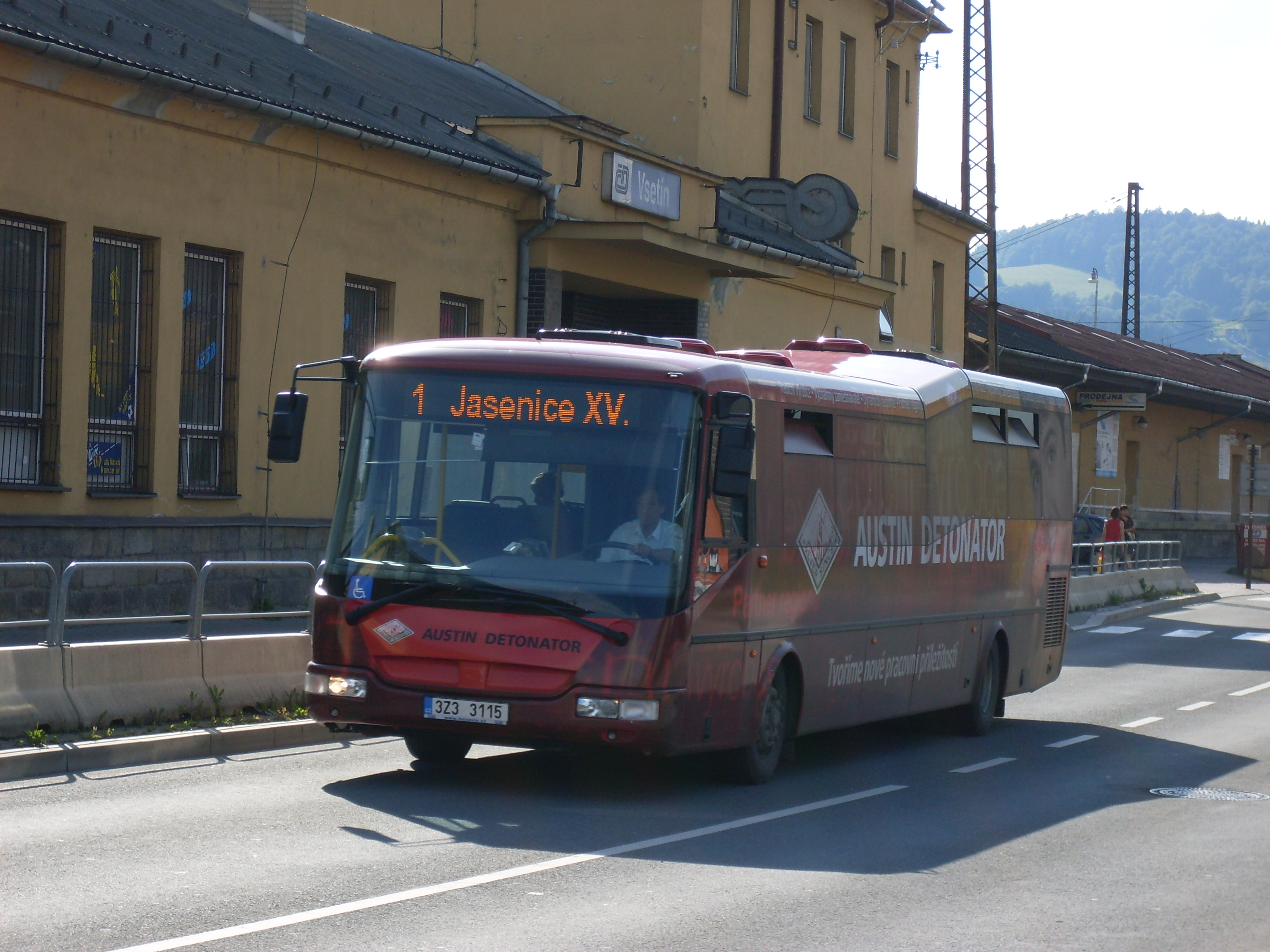
SOR BN 12 na lince č. 1 do Jasenic XV

Městská autobusová doprava je ve Vsetíně provozována od roku 1957, kdy začaly autobusy jezdit na první lince v trase Trávníky – Jasenice. Současným provozovatelem městské hromadné dopravy ve městě je firma Z-Group bus, která patří do holdingu Z-Group, jež má sídlo ve Zlíně a zajišťuje MHD i v sousedním Valašském Meziříčí. Náklady na MHD ve Vsetíně se pohybují kolem 22 milionů Kč za rok.

## Síť linek

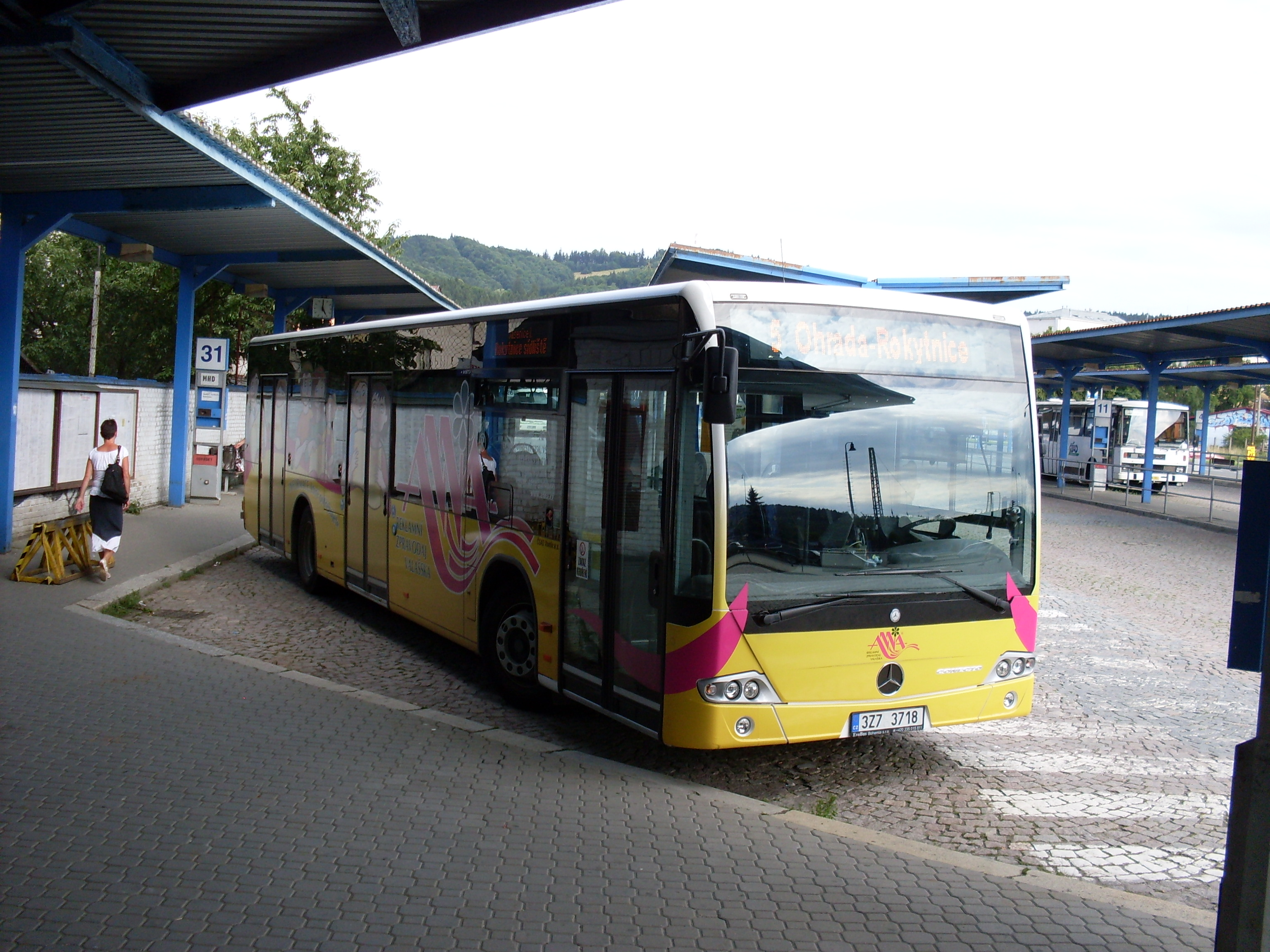
Mercedes-Benz Connecto připravený k odjezdu na linku č. 5

V provozu je celkem 12 linek (čísla 1–6, 10–15). Linky č. 1–6 jezdí pravidelně a po celý týden. Linky č. 10–13 jsou linky zrychlené, sloužící především pro rozvoz pracovníků ze směn bývalé Zbrojovky Vsetín a firmy TES na jednotlivá sídliště, v provozu jsou pouze v pracovní dny. Linky č 14 a 15 jsou ranní školní spoje. Autobusy ujedou za rok cca 627 tisíc kilometrů. Vedle těchto linek může cestující použít také příměstskou dopravu, ale jen na určitých zastávkách, nebo „posilové autobusy“ jezdící v dobách střídání směn. Drtivá většina těchto autobusů je také zrychlená.

## Jízdné a systém odbavování

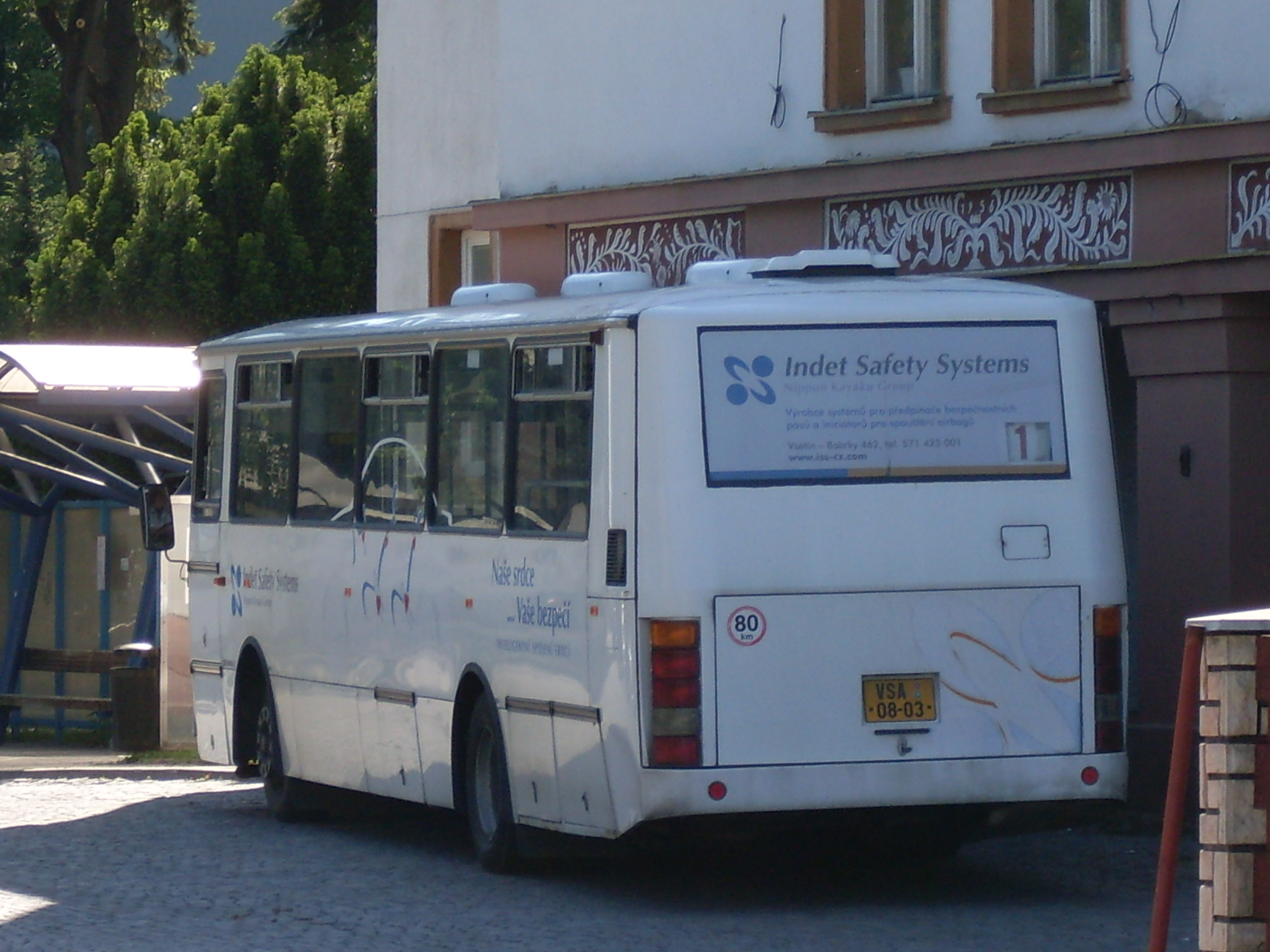
Karosa B 732 na lince č. 1, zastávka TES

Do autobusů MHD je povolen pouze nástup předními dveřmi, což bylo zavedeno v průběhu 2. poloviny 90. let. Současně byl zrušen prodej jízdenek v trafikách a manuální označování jízdenek ve tzv. znehodnocovači, který byl taktéž umístěn u zadních dveří. Na začátku 21. století přešlo ČSAD Vsetín na jiný již elektronický systém odbavování pomocí pokladen Emtest. Ty byly od roku 2021 nahrazeny novými pokladnami společnosti Mikroelektronika. 
V současnosti (březen 2021) existují tři způsoby placení jízdného. Jízdenky zakoupené u řidiče ve vozidle jsou přestupní do 30 minut. Obyčejné (celé) jízdné stojí 12 Kč při platbě hotovostí a platební kartou a zlevněné (poloviční, pro děti do 15 let) stojí 6 Kč. Při platbě čipovou kartou stojí jízdné 10 Kč a 5 Kč. Také lze zakoupit dlouhodobé jízdenky na 30 dní, 60 dní, 6 měsíců a 12 měsíců (pouze pro zlevněné jízdné). Zdarma jsou přepravováni držitelé průkazů ZTP a ZTP-P.

## Vozový park
Z-Group bus od roku 2021 využívána základě nové smlouvy 14 autobusů SOR NBG 12, které jsou na zemní plyn a mají na sobě grafiku s motivy Valašska.
Předtím vozový park tvořily následující typy
- SOR BN 12
- Mercedes-Benz Conecto
- Iveco Urbanway 12M
- Mercedes-Benz Citaro
- Irisbus Citelis Line 12M
- Irisbus Crossway LE 12.8M

- Karosa B 731
- Karosa B 732
- SOR B 9,5
- SOR B 10,5
- SOR BN 10,5
- Mercedes-Benz O 405NÜ